# Vivian Martin
Vivian Martin (Sparta, 22 luglio 1893 – New York, 16 marzo 1987) è stata un'attrice statunitense del cinema muto, già nota attrice bambina delle scene teatrali di Broadway.
Bionda ed eterea, aveva un tipo di bellezza che la destinò a ruoli simili a quelli interpretati da Lillian Gish. Un'altra diva alla quale fu contrapposta quale "rivale" era Mary Pickford.
Vivian Martin era stata sposata con un collega, William Jefferson, figlio di Joseph Jefferson (1829-1905), uno dei più famosi attori teatrali degli Stati Uniti.

## Biografia
Nata nel Michigan, iniziò a recitare fin da bambina. A otto anni, debuttò a Broadway in Tom Moore a fianco di Andrew Mack. Nel 1914, poco più che ventenne, girò il suo primo film per la World Film, diretta da Maurice Tourneur. Venne poi messa sotto contratto dalla Famous Players Film Company, dove venne lanciata pubblicitariamente come la "rivale" di Mary Pickford. Bionda, molto graziosa, le furono affidati dei ruoli nei quali interpretava giovinette coinvolte in storie romantiche. Girò in tutto quarantaquattro pellicole, incluse alcune per la Fox Film Corporation.
All'inizio degli anni venti, l'attrice si imbarcò nell'impresa di avere una propria compagnia di produzione che avrebbe dovuto distribuire i suoi film attraverso la Goldwyn. Incontrò però dei problemi finanziari dovuti agli affitti degli studi, problemi che la portarono a dover affrontare una causa. Anche se la cosa poi si risolse al di fuori delle aule del tribunale, il fatto incrinò la sua popolarità che subì dei danni irreparabili.
Soiled, del 1925, fu la sua ultima interpretazione per lo schermo. Lasciò il cinema per tornare al teatro. Riapparve fugacemente in un film nel 1935, in un ruolo da comparsa in Folies Bergère de Paris.
Morì il 16 marzo 1987, all'età di 93 anni. Il suo corpo fu cremato e le ceneri consegnate a parenti e ad amici.

## Filmografia

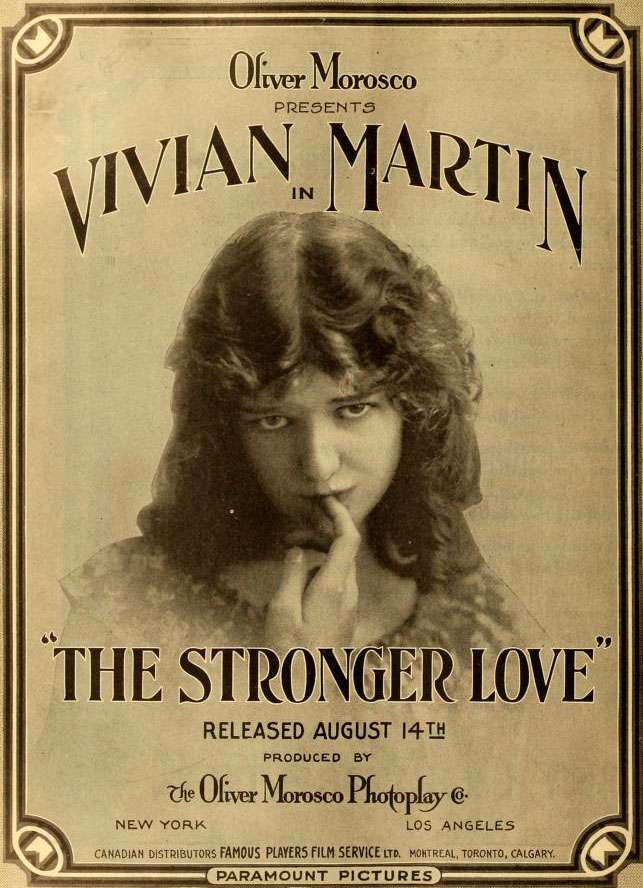
The Stronger Love (1916)

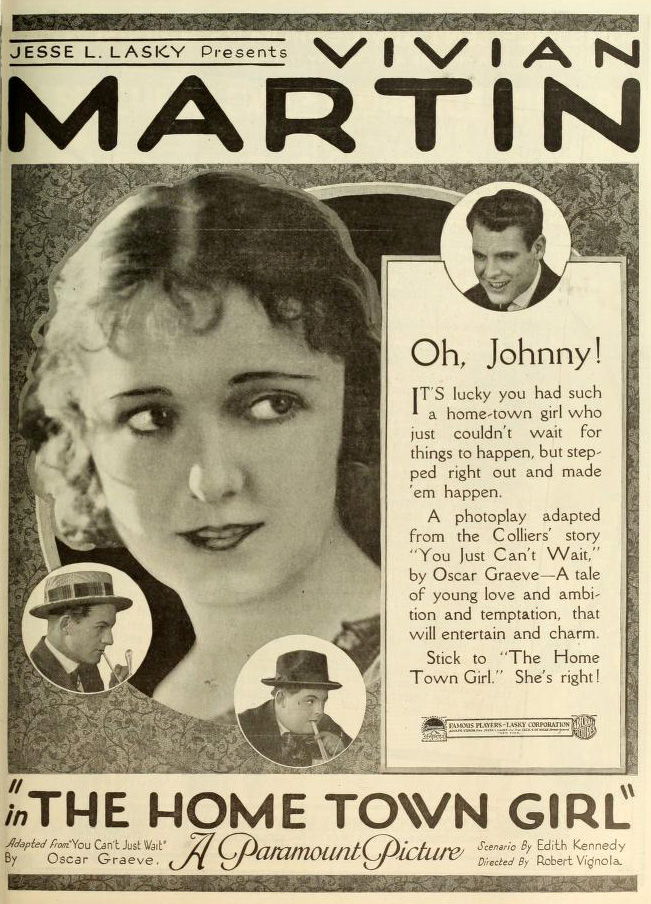
Pubblicità per The Home Town Girl (1919)

La filmografia - basata su IMDb - è completa.
- The Wishing Ring: An Idyll of Old England, regia di Maurice Tourneur (1914)
- Old Dutch, regia di Frank Hall Crane (1915)
- The Arrival of Perpetua, regia di Émile Chautard (1915)
- An Indian Diamond, regia di Frank Hall Crane (1915)
- The Little Miss Brown, regia di James Young (1915)
- The Little Dutch Girl, regia di Emile Chautard (1915)
- The Little Mademoiselle, regia di Oscar Eagle (1915)
- A Butterfly on the Wheel, regia di Maurice Tourneur (1915)
- Over Night, regia di James Young (1915)
- Merely Mary Ann, regia di John G. Adolfi (1916)
- A Modern Thelma, regia di John G. Adolfi (1916)
- The Stronger Love, regia di Frank Lloyd (1916)
- Her Father's Son, regia di William Desmond Taylor (1916)
- The Right Direction, regia di E. Mason Hopper (1916)
- The Wax Model, regia di E. Mason Hopper (1917)
- The Spirit of Romance, regia di E. Mason Hopper (1917)
- The Girl at Home, regia di Marshall Neilan (1917)
- Giving Becky a Chance, regia di Howard Estabrook (1917)
- Forbidden Paths, regia di Robert Thornby (1917)
- A Kiss for Susie, regia di Robert Thornby (1917)
- Little Miss Optimist, regia di Robert Thornby (1917)
- The Trouble Buster, regia di Frank Reicher (1917)
- The Sunset Trail, regia di George Melford (1917)
- Molly Entangled, regia di Robert Thornby (1917)
- The Fair Barbarian, regia di Robert Thornby (1917)
- A Petticoat Pilot, regia di Rollin S. Sturgeon (1918)
- Unclaimed Goods, regia di Rollin S. Sturgeon (1918)
- Viviette, regia di Walter Edwards (1918)
- Her Country First, regia di James Young (1918)
- Mirandy Smiles, regia di William C. de Mille (1918)
- Jane Goes A' Wooing, regia di George Melford (1919)
- You Never Saw Such a Girl, regia di Robert G. Vignola (1919)
- Little Comrade, regia di Chester Withey (1919)
- The Home Town Girl, regia di Robert G. Vignola (1919)
- An Innocent Adventuress, regia di Robert G. Vignola (1919)
- Louisiana, regia di Robert G. Vignola (1919)
- The Third Kiss, regia di Robert G. Vignola (1919)
- His Official Fiancée, regia di Robert G. Vignola (1919)
- Husbands and Wives, regia di Joseph Levering (1920)
- The Song of the Soul, regia di John W. Noble (1920)
- Mother Eternal, regia di Ivan Abramson (1921)
- Pardon My French, regia di Sidney Olcott (1921)
- Soiled, regia di Fred Windemere (1925)
- Folies Bergère de Paris, regia di Roy Del Ruth (1935)

## Spettacoli teatrali
- Tom Moore  (Broadway, 31 agosto 1901)
- The Bold Sojer Boy  (Broadway, 9 febbraio 1903)
- Little Lord Fauntleroy  (Broadway, 13 aprile 1903)
- Drink  (Broadway, 14 settembre 1903)
- The Only Son  (Broadway, 16 ottobre 1911)
- Officer 666  (Broadway, 29 gennaio 1912)
- Stop Thief  (Broadway, 25 dicembre 1912)
- The Marriage Game  (Broadway, 29 ottobre 1913)
- The High Cost of Loving  (Broadway, 25 agosto 1914)
- Just Married (Broadway, 26 aprile 1921)
- The Wild Westcotts  (Broadway, 24 dicembre 1923)
- Puppy Love  (Broadway, 27 gennaio 1926)
- Hearts Are Trumps  (Broadway, 7 aprile 1927)
- Half a Widow  (Broadway, 12 settembre 1927)
- Caste (Broadway, 23 dicembre 1927)
- Mrs. Dane's Defense (Broadway, 6 febbraio 1928)
- Sherlock Holmes (Broadway, 20 febbraio 1928)
- Marry the Man (Broadway, 22 aprile 1929)